# Bella Hadid

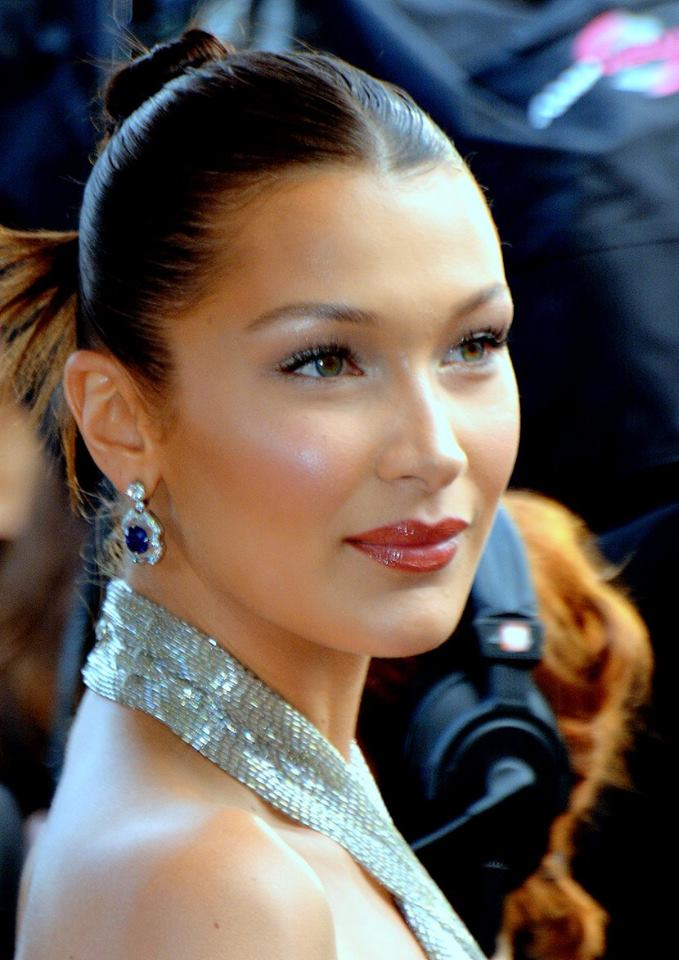
Bella Hadid (2018)

Isabella Khair „Bella“ Hadid (* 9. Oktober 1996 in Washington, D.C.) ist ein US-amerikanisches Model.

## Leben
Bella Hadid wurde 1996 in Washington, D.C. als Tochter des ehemaligen Models Yolanda Hadid und des Immobilienhändlers Mohamed Hadid geboren. Bellas ältere Schwester Gigi und ihr jüngerer Bruder Anwar sind ebenfalls als Models tätig.
Sie hat zwei ältere Halbschwestern väterlicherseits. Hadid und ihre Geschwister wuchsen auf einer Ranch in Santa Barbara auf und zogen, als sie zehn Jahre alt war, nach Beverly Hills.
Als Jugendliche war Hadid Reiterin und wollte 2016 an den Olympischen Spielen in Rio de Janeiro teilnehmen. Sie musste diesen Wunsch 2013 aufgeben, weil sie an einer chronischen Borreliose erkrankt war. Die Krankheit war 2012 bei ihr, ihrer Mutter und ihrem Bruder diagnostiziert, jedoch erst im Oktober 2015 bekanntgegeben worden.

## Berufliche Laufbahn
Hadid begann im Alter von 16 Jahren für ein Werbeprojekt von Flynn Skye zu modeln. Zudem war sie in Swan Sittings von Lesa Amoore neben dem Schauspieler Ben Barnes und Smoking Hot von Holly Copeland zu sehen. Sie modelte für die Herbst-/Winterkampagne der Designerin Hannah Hayes und war außerdem in einigen Werbeprojekten und in der Chrome-Hearts-Sommerkampagne 2013 zu sehen. Im Herbst 2014 zog sie nach New York City, wo sie an der Parsons The New School for Design ein Studium der Fotografie begann. Kurz danach unterzeichnete sie bei IMG Models einen Vertrag und brach das Studium ab.
Sie hatte ihr Debüt im Herbst 2014 auf der New York Fashion Week, als sie für die Show von Desigual verpflichtet worden war. Bei der Fashion Week im Frühling 2015 lief sie für Tom Ford in Los Angeles und der AmFAR 22. Cinema Against AIDS Gala Fashion Show im Mai. Bei der New York Fashion Week im Herbst 2015 lief sie für Diane von Fürstenberg, Tommy Hilfiger, Marc Jacobs und Jeremy Scott. Bei der London Fashion Week lief sie für Topshop Unique und Giles, und auf der Milan Fashion Week für Philipp Plein, Moschino, Missoni und Bottega Veneta. Bei der Paris Fashion Week zeigte sie sich bei Balmain. Im Dezember 2015 debütierte sie bei Chanel. Weiterhin wurde sie auf verschiedenen Cover wie der australischen Vogue Australia und der Elle gezeigt.
Hadid war eines von acht Models, die für Topshop’s Holiday Campaign ausgewählt wurden. Außerdem war sie neben ihrer Schwester Gigi in Balmains Frühlingskampagne 2015 zu sehen. Victoria’s Secret engagierte sie für ihre Weihnachtskampagne. Ende 2015 wurde sie von den Leserinnen von Models.com zur Top-Newcomerin 2015 gewählt. Im März 2016 gewann sie den Model of the Year Award bei den Daily Front Row’s Fashion Los Angeles Awards. Im Juni 2016 wurde Hadid in die Top-50-Models-Liste von Models.com aufgenommen.
Neben Frank Ocean und Kate Moss war sie Teil der internationalen Calvin-Klein-Kampagne und der Givenchy-Herbst/Winterkampagne 2016 und der Resortline 2017. Im Mai wurde Hadid Werbegesicht von Dior-Make-up.
Im Laufe ihrer Karriere erschien sie bislang 29 Mal auf dem Cover der internationalen Vogue.
Im Jahr 2022 wurde sie vom British Fashion Council zum „Model of the Year“ ernannt und 2023 zählte das Time Magazine sie in seiner jährlichen Liste zu den 100 einflussreichsten Menschen der Welt.
Als eines der erfolgreichsten Models der Welt, hat Hadid eine kultische Fangemeinde aufgebaut und ist seit 2018 mit 19 Millionen Dollar eines der bestbezahlten Models der Welt.
Thom Browne bezeichnete Hadid als ein Talent, das nur einmal in einer Generation geboren wird, und sie wurde auch als „bankable muse for fashion“ bezeichnet. Hadids Fähigkeit, den Gewinn einer Modemarke zu steigern, wurde als „Bella-Effekt“ bezeichnet. Im Jahr 2022 stieg der Geldwert für die Marken, die sie gelaufen ist, um bis zu 29 % und für Jil Sander (Marke) sogar um 90 %.

## Antisemitismusdebatte
Hadid beteiligte sich 2021 an einer Kundgebung für die Rechte der Palästinenser. Dabei beteiligte sie sich an dem Sprechchor – „From the river to the sea, Palestine will be free.“ –, der laut Kritikern als Aufruf zur Vernichtung des Staates Israel zu verstehen sei und der von der israelischen Regierung als antisemitisch charakterisiert wurde.
Der Protestteilnehmer Waseem Awawdeh, der auf einem inzwischen gelöschten Instagram-Beitrag von Hadid mit über vier Millionen Likes erschien, wurde Tage später verhaftet, nachdem er einen Juden verprügelt und ihn antisemitisch beleidigt hatte. Hadid äußerte sich nicht zu dem Geschehen.
Sie wurde zudem dafür kritisiert, dass sie sich zwar öffentlich gegen Antisemitismus äußere, aber nicht auf den wiederholten Antisemitismus ihres Vaters Mohamed Hadid reagiere.
Für heftige Reaktionen sorgte 2024 eine Werbekampagne von Adidas. Hadid bewarb darin einen Sneaker, der an die Olympischen Sommerspiele 1972 in München und damit auch indirekt an das blutige Attentat von palästinensischen Terroristen auf das olympische Dorf, elf Sportler und Betreuer des israelischen Teams erinnert. Hadid gab nach Veröffentlichung der Kampagne bekannt, dass sie von der historischen Verbindung keine Kenntnis hatte und äußerte ihre Bestürzung. Gleichzeitig räumte sie ein, dass die Werbeaktion ein Fehler gewesen sei. Adidas entschuldigte sich für die Zusammenarbeit mit Hadid.